# Kwon Ki-Moon
Kwon Ki-Moon es un deportista surcoreano que compitió en taekwondo. Ganó dos medallas de oro en el Campeonato Asiático de Taekwondo, en los años 1982 y 1984.

## Palmarés internacional
| Campeonato Asiático | Campeonato Asiático | Campeonato Asiático | Campeonato Asiático |
| Año                 | Lugar               | Medalla             | Categoría           |
| ------------------- | ------------------- | ------------------- | ------------------- |
| 1982                | Singapur (Singapur) | Medalla de oro      | –52 kg              |
| 1984                | Manila (Filipinas)  | Medalla de oro      | –56 kg              |